# Женщины в Доминиканской Республике

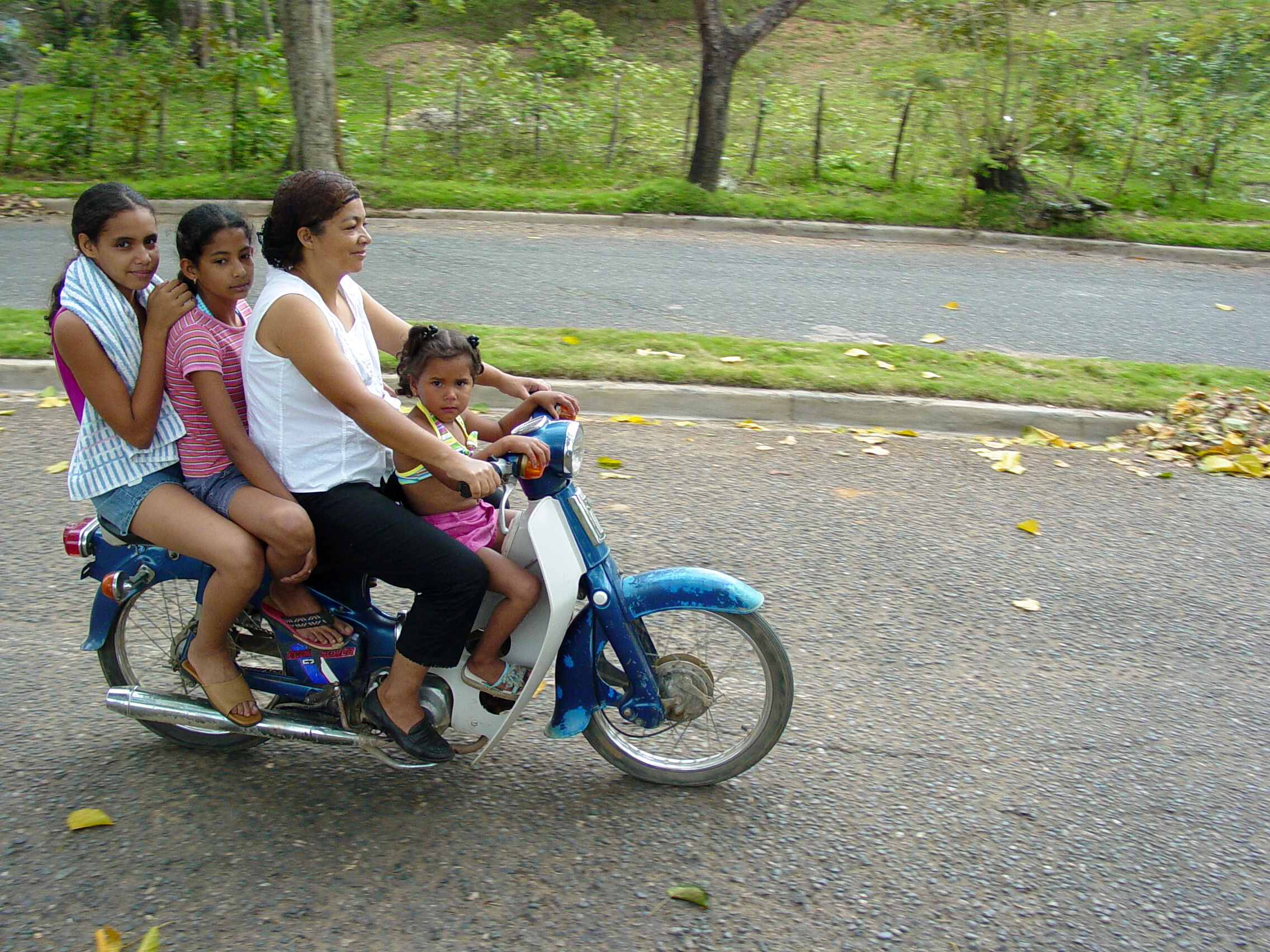
Четыре женщины на одном мотоцикле (Харабакоа, Доминиканская Республика)

Женщины в Доминиканской Республике имеют равные конституционные права с мужчинами в экономической, политической, культурной и социальной областях, а также в семьях. Их характер определяется их историей, культурой, традициями и опытом.

## Характеристика
По закону современные женщины в Доминиканской республике равны мужчинам с точки зрения прав и владения имуществом. В культурном отношении, однако, доминиканские женщины живут в соответствии с традициями мачиста, в соответствии с которыми женщины понимали и в определённой степени принимали мужскую природу доминиканских мужчин. По традиции женщины в Доминиканской Республике должны быть покорными домохозяйками, роль которых в домашнем хозяйстве включает вынашивание и воспитание детей, заботу о своих мужьях и их поддержку, приготовление пищи, уборку дома и шитье.

## Роль на работе
Большинству женщин в Доминиканской Республике «культурно» не разрешается работать. Женщины в Доминиканской Республике составляют значительно меньшую часть рабочей силы в стране, которая в настоящее время является 4-м по величине местом расположения зон свободной торговли в мире. Средняя заработная плата работающей женщины в Доминиканской Республике в 1990 году составляла 59 долларов США, но уровень безработицы среди доминиканских женщин составляет 23 %. В сельской местности женщинам легче найти работу, но им платят меньше, чем мужчинам. Многие женщины из Доминиканской Республики мигрировали в Нью-Йорк в Соединенных Штатах, чтобы сбежать от «культуры доминирования мужчин» в обществе Доминиканской Республики. Одним из ярких примеров литературы, изображающей борьбу женщин в Доминиканской Республике и их стремление к лучшей жизни, является исторический роман Хулии Альварес под названием «Время бабочек», героиня которого Минерва Мирабаль жила в Доминиканской Республике во время правления Рафаэля Трухильо.

## Политическое представительство
В 1931 году Доминиканская феминистская организация, возглавляемая Абигайль Мехиа, провела первое в стране феминистское движение, требующее равных прав в соответствии с Конституцией. Доминиканские женщины получили право голоса в 1942 году в результате конституционной реформы того же года, которая была закреплена в статьях 9 и 10. Это ознаменовало важное гражданское и политическое изменение прав женщин в Доминиканской Республике. Прогрессивная политика, осуществленная правительством Хуана Боша в 1963 году, позволила женщинам начать организовывать свои массовые движения на разных уровнях общества.
Спустя десятилетия, в начале 90-х, женские организации в Доминиканской Республике начали требовать большего участия в выборах. В этом смысле 21 декабря 1997 года был принят первый закон о женских квотах, который установил, что не менее 25 % кандидатур на выборные должности партий будут занимать женщины. Впоследствии этот процент был увеличен до 33 %. Эти законы оставляют за собой минимум кандидатов на выборные должности для женщин.

## Статус в обществе

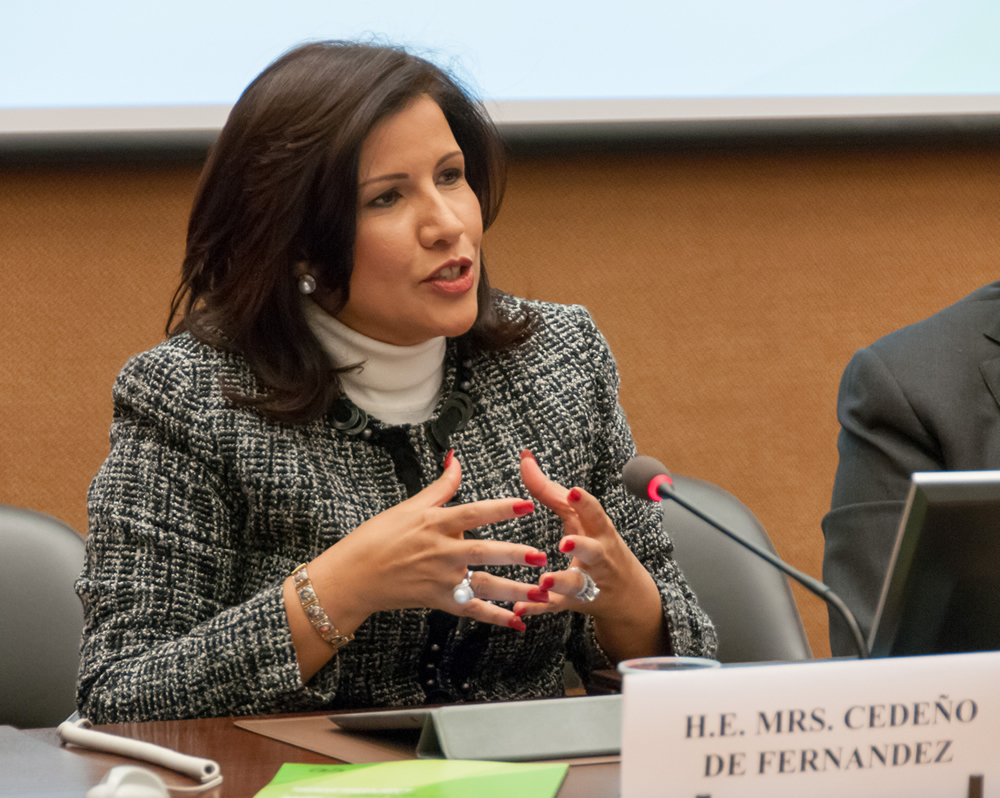
Маргарита Седеньо де Фернандес, вторая женщина-вице-президент Доминиканской Республики.

Женщины Доминиканской Республики, принадлежащие к низшим слоям общества, живут в семьях с матриархальной структурой, часто потому что мужчины не живут с ними. Между тем среди женщин, принадлежащих к среднему и высшему классам, существуют семьи с патриархальным укладом. К женщинам относятся хуже, чем к мужчинам.

## Этика и этикет
В сельских районах женщины Доминиканской Республики могут носить платья и юбки, в то время как в городах женщины Доминиканской Республики предпочитают носить короткие юбки и джинсы. Одежда в обоих местах может быть выполнена из ярких тканей и блестящих тканей. К пожилым или выдающимся женщинам часто обращаются как донья, за которым следует их фамилия в знак уважения. Женские приветствия могут включать поцелуи в щеку.
Что касается езды на мотоциклах, женщины Доминиканской Республики обычно ездят на задних сиденьях таких транспортных средств. Причина в том, что большинство женщин, как правило, носят юбки вместо джинсов из-за религиозных убеждений или из-за культуры.

## Продолжительность жизни
Средняя продолжительность жизни женщин в Доминиканской Республике составляет 72 года.

## Искусство и ремесла
Женщины, проживающие в сельских районах Доминиканской Республики, обычно занимаются изготовлением гамаков из макраме, сумок, корзин, изделий из пальмового плетения, а также созданием украшений из кораллов, ракушек, янтаря и полудрагоценных драгоценных камней голубого цвета, известных как ларимар (драгоценный камень, который обитает только в данной стране).